# Gabriele Iwersen
 Gabriele Iwersen geb. Grigoleit (* 25. Oktober 1939 in Berlin) ist eine deutsche Politikerin (SPD) und ehemalige Bundestagsabgeordnete.

## Leben
Iwersen machte im Jahr 1958 ihr Abitur und studierte anschließend bis 1964 Architektur und Städtebau an der
Technischen Universität Berlin. Nach dem Studium war sie für ein Jahr mit einem Stipendium des DAAD in Stanford, Kalifornien. Nach ihrer Rückkehr arbeitete sie als Bauleiterin und Architektin.

## Politik
Iwersen trat im Jahr 1971 der SPD bei, ab 1976 war sie Mitglied des Rates der Stadt Wilhelmshaven und ab 1986 Bürgermeisterin der Stadt. Im Jahr 1990 wurde sie in den Bundestag gewählt, dem sie bis 2002 durchgängig angehörte.